# Geniospasmus
Geniospasmus (gr. geneion Kinn, spasmos Krampf) ist ein unwillkürliches Zittern des Musculus mentalis. Es tritt meist im Kindesalter auf und wird autosomal-dominant vererbt.

## Beschreibung
Der Geniospasmus drückt sich durch unwillkürliches Zittern des Kinns und der Unterlippe aus. Er kann durch Stress und Emotionen ausgelöst werden und kann auch im Schlaf auftreten. Weitere neurologische Störungen gehören nicht zum Krankheitsbild. Allerdings ist das Zittern von Anderen wahrnehmbar und kann dazu führen, dass der Betroffene sich zurückzieht.
Meist tritt der Geniospasmus im Kindesalter auf. Mit zunehmendem Alter kann eine Besserung eintreten.

## Auftreten
Das Leiden tritt nur äußerst selten auf. Laut einer Studie von 1999 sind nur 23 Familien in Europa und den USA bekannt, in denen der Geniospasmus auftritt.
Der Geniospasmus wird autosomal-dominant vererbt und wird aufgrund einiger Untersuchungen dem Chromosom 9q13-q21 zugeschrieben. Allerdings sind auch Fälle bekannt, in denen das Leiden spontan auftrat.

## Maßnahmen
Gegen den Geniospasmus gibt es kein Gegenmittel und keine Therapiemöglichkeiten. Sehr gute Ergebnisse wurden mit Botulinumtoxin-Injektionen in den Musculus mentalis erzielt, welche den Muskel lähmen, aber keinerlei Einschränkungen der Gesichtsmuskulatur oder der Sprache zur Folge haben.